# 哈尔诺尔
哈尔诺尔是位于中国内蒙古自治区呼伦贝尔市新巴尔虎右旗阿尔山苏木中部的一个湖泊。其位置约在东经116°33′，北纬48°46′。湖面海拔630米，面积达2.3平方公里。该湖的主要沉积物为石盐和芒硝。哈尔诺尔在蒙古语中的意思是黑湖。